# Sota amenaça
Sota amenaça (títol original en anglès, Trespass) és un thriller psicològic dirigit per Joel Schumacher i protagonitzat per Nicolas Cage i Nicole Kidman. La gravació va començar a Shreveport, Luisana, el 30 d'agost i va durar nou setmanes. S'ha doblat al català.

## Argument
En Kyle Miller (Nicolas Cage), la seva dona Sarah (Nicole Kidman) i la seva filla Avery (Liana Liberato) són segrestats per extorsionadors i comença aleshores un cicle de traïció i enganys que té lloc en condicions extremes sota pressió.

## Repartiment
| Intèrpret      | Personatge   | Veu en català       |
| -------------- | ------------ | ------------------- |
| Nicole Kidman  | Sarah Miller | Núria Mediavilla    |
| Nicolas Cage   | Kyle Miller  | Joan Carles Gustems |
| Cam Gigandet   | Jonah        | Hernan Fernández    |
| Liana Liberato | Avery Miller | Isabel Valls        |